# 兼崎涼介
兼崎 涼介（かねさき りょうすけ、1975年11月20日 - ）は、主にテレビドラマ作品の監督・演出家。広島県生まれ。

## 来歴
多摩美術大学美術学部芸術学科映像コースを卒業後、2000年に東映に入社。京都撮影所演出部に配属。『RED SHADOW 赤影』『TANNKA 短歌』など映画作品をはじめ、数々のテレビシリーズの助監督を務めたのちに、2003年自主映画『自殺キャロット』で監督デビュー。2008年『メタル侍』で商業作品初演出。
2013年以降監督活動を本格化、1月クールの『信長のシェフ』にてテレビシリーズでは初のパイロット&メイン監督を務めた。

## 監督作品

### テレビ
記載されていないものは、グループのテレビ朝日で放映。
- 科捜研の女9（2009年）※テレビ作品初監督　1本担当
- 科捜研の女10（2010年）2本担当
- 科捜研の女11（2011年 - 2012年）2本担当
- おみやさん9（2012年）1本担当
- 京都地検の女8（2012年）1本担当
- 信長のシェフ（2013年）※初のパイロット&最多演出 4本担当
- 鴨、京都へ行く。-老舗旅館の女将日記-（2013年 フジテレビ）4本担当
- 科捜研の女13（2013年 - 2014年）2本担当
- 宮本武蔵（2014年2夜連続放映）
- 信長のシェフ2（2014年）2本担当
- 科捜研の女スペシャル（2014年12月）
- 佐方貞人シリーズ
  - 最後の証人（2015年）
  - 検事の本懐（2016年）
- 京都人情捜査ファイル（2015年）※パイロット&最多演出 4本担当
- ザ・ドライバー（2015年）
- 相棒 Season14（2015 - 2016年）2本担当
- 科捜研の女15（2015年 - 2016年）2本担当
- 科捜研の女春スペシャル（2016年4月）
- 相棒 Season15（2016年 - 2017年）3本担当 ※元日スペシャル担当
- 科捜研の女16（2016年 - 2017年）2本担当
- 遺留捜査 第4シリーズ（2017年）3本担当
- 刑事7人 第3シリーズ（2017年）2本担当
- 科捜研の女2時間スペシャル（2017年10月）
- 科捜研の女17（2017年 - 2018年）3本担当
- 相棒 Season16（2017年 - 2018年）4本担当 ※300回記念スペシャル担当
- 刑事7人 第4シリーズ（2018年）2本担当
- 遺留捜査 第5シリーズ（2018年）初回スペシャル1本担当
- 科捜研の女18（2018年）2本担当
- 刑事ゼロ（2019年）4本担当
- 科捜研の女19（2019年 - 2020年）4本担当
- 刑事7人 第5シリーズ（2019年）2本担当
- 特捜9 season3（2020年）2本担当
- 刑事7人 第6シリーズ（2020年）3本担当
- 遺留捜査 第6シーズン（2021年）2本担当
- IP〜サイバー捜査班（2021年）
- 刑事7人 SEASON7（2021年）4本担当
- 科捜研の女21（2021年 - 2022年）2本担当
- 刑事7人 第8シリーズ（2022年）4本担当
- 遺留捜査 第7シーズン（2022年）2本担当
- 科捜研の女2022（2022年）4本担当
- 刑事7人 第9シリーズ（2023年）4本担当
- 遺留捜査2時間スペシャル（2023年9月）
- 科捜研の女23（2023年）3本担当
- 大奥（2024年）
- 特捜9 final season（2025年）2本担当

### 映画
- 自殺キャロット（2003年）※初監督作品
- 科捜研の女 -劇場版-（2021年）[2][3]
- 邪魚隊 (2024年)

### オリジナルビデオ
- メタル侍（2008年 - 2009年）※全4巻。脚本も兼任